# CHC-Helikopter-Service-Flug 241

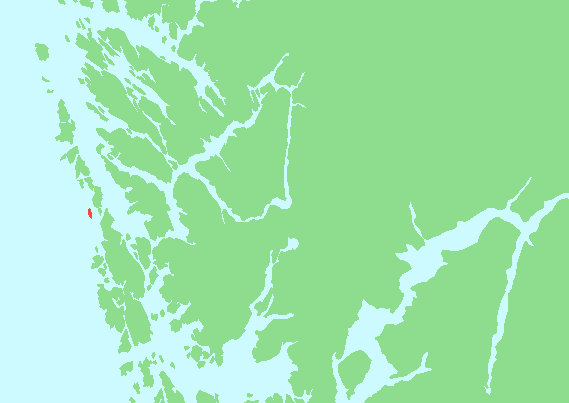
Lage des Unfallortes

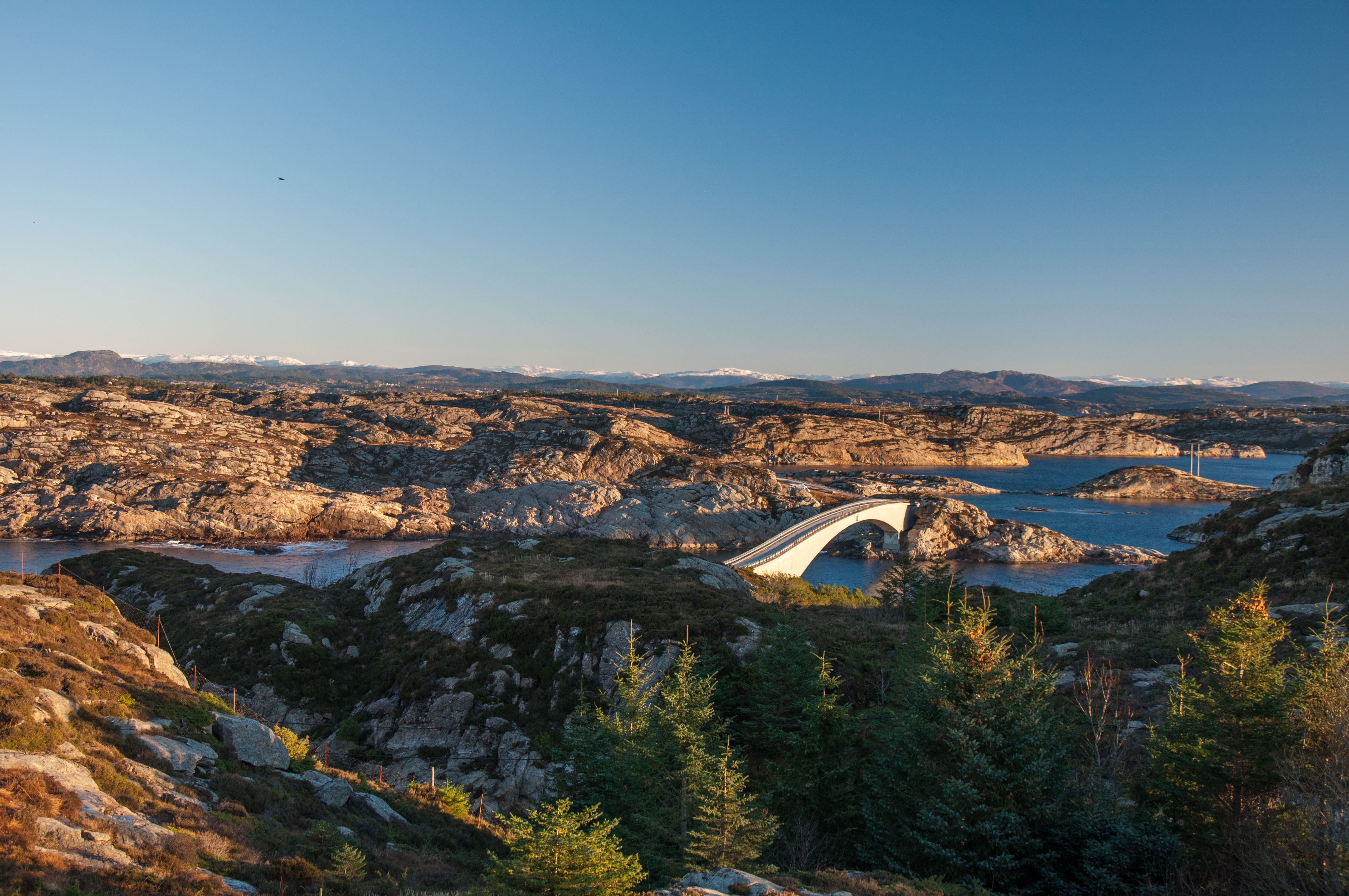
Rechts der Absturzort (Insel)

Beim Hubschrauberunglück von Turøy stürzte am 29. April 2016 ein Eurocopter EC 225 mit 13 Personen an Bord vor der Insel Skitholmen bei Turøy in der Gemeinde Øygarden westlich von Bergen in Norwegen ab. Es handelt sich um das bis dahin schwerste Flugunglück der norwegischen Ölindustrie und das schwerste Hubschrauberunglück in Norwegen seit 1978.

## Unfallhergang
Der Eurocopter EC 225 LP Super Puma 2 mit dem Luftfahrzeugkennzeichen LN-OJF wurde von der Firma CHC Helicopter betrieben. Die Maschine startete am 29. April 2016 gegen 11:16 Uhr Ortszeit unter der Flugnummer HKS 241 mit elf Passagieren und zwei Besatzungsmitgliedern an Bord von der Bohrinsel Gullfaks B zum Flughafen Bergen-Flesland. Der Hubschrauber erreichte eine Flughöhe von etwa 3.250 ft (991 m) und verlor nördlich der Insel Sotra plötzlich und rapide an Höhe und Geschwindigkeit. Um 11:54 Uhr Ortszeit brach der Kontakt ab. Nach Augenzeugenberichten kam es zu Problemen und einem Brand am Hauptrotor, der sich daraufhin vom Rumpf des Hubschraubers löste. Die auftriebslose Maschine schlug nahe der Turøy bru auf der kleinen Felseninsel Skitholmen auf, setzte sie in Brand und rutschte danach – mit Ausnahme der Getriebeeinheit – ins Wasser. Das Wrack des Hubschraubers kam etwa 20 m von der Insel entfernt in 5 bis 7 Meter Wassertiefe im Meer zum Liegen. Der Rotor wurde auf einer anderen Insel gefunden. Ein Amateurvideo zeigt, dass sich der Rotor noch mindestens 20 Sekunden eigenständig in der Luft befand, nachdem der Hubschrauber bereits aufgeschlagen war.

## Hintergrund
Die Unfallmaschine LN-OJF wurde am 13. August 2009 in Norwegen registriert und war direkt vom Hersteller geliefert worden. Nach Angaben der norwegischen Luftfahrtbehörde waren alle Unterlagen zur Maschine korrekt. In den Jahren 2012 und 2013 waren Maschinen dieses Typs aufgrund von Problemen am Hauptantrieb nur begrenzt für Flüge zugelassen. Diese Einschränkungen wurden nach einer Umrüstung im Jahr 2014 aufgehoben. LN-OJF war im Jahr 2016 zweimal wegen Reparaturen außer Betrieb: am 17. Januar wurde nach ca. 1300 Flugstunden das Getriebe, am 27. März der Rotorkopf ausgetauscht.

## Opfer
An Bord der Maschine befanden sich elf Norweger, ein Brite und ein Italiener. Elf Tote wurden innerhalb kurzer Zeit geborgen, Hinweise auf Überlebende gab es nach Aussagen der Polizei nicht.
Die Opfer waren neben den beiden Piloten, einem 57-jährigen Norweger und einem 44-jährigen Italiener, Angestellte von verschiedenen Firmen, die auf der Plattform des Betreibers Statoil Arbeiten ausführten:
- ein Angestellter von Statoil
- eine Angestellte von Schlumberger
- ein Angestellter von Welltec
- ein Angestellter von Karsten Moholt AS
- drei Mitarbeiter von Aker Solutions
- vier Mitarbeiter von Halliburton, darunter ein britischer Staatsbürger

## Reaktionen
Die norwegische Luftfahrtbehörde (Luftfartstilsynet) erließ nach dem Unfall ein Flugverbot für alle in Norwegen registrierten EC 225 innerhalb des norwegischen Luftraums. Auch die britische Luftfahrtbehörde erließ ein entsprechendes Flugverbot. Einen Tag später folgte auch der Hersteller Airbus Helicopters mit einem weltweiten Flugverbot für alle H225. Die Europäische Agentur für Flugsicherheit ordnete zunächst eine Überprüfung der Maschinen an und erteilte am 2. Juni 2016 ein vorläufiges Flugverbot für die Hubschraubertypen AS332 L2 und H225 LP.
Das norwegische Königspaar und das Kronprinzenpaar brachen aufgrund des Unfalls ihre Reise nach Schweden ab, wo sie an den Feierlichkeiten zum 70. Geburtstag von Carl XVI. Gustaf teilnehmen wollten. Ministerpräsidentin Erna Solberg sprach den Angehörigen der Opfer im Fernsehen ihr Beileid aus und reiste zur Unfallstelle.

## Unfalluntersuchung
Der vorläufige Untersuchungsbericht des Accident Investigation Board Norway kommt zu dem Schluss, dass es in der zweiten Stufe des Planetengetriebes zum Ermüdungsbruch eines Zahnrades gekommen ist, der zur vollständigen Zerstörung des Hauptgetriebes und damit einhergehend der Ablösung des Hauptrotors geführt hat. Der Bericht stellt weitere Untersuchungen zum Auslöser des Zahnradbruchs sowie des erst kürzlich aufgefundenen Planetenradträgers in Aussicht. Seit der letzten Inspektion und Wartung des Getriebes waren 260 Flugstunden vergangen. Der Ermüdungsbruch sei auf eine Art, die weder von den gängigen Untersuchungsmethoden noch von den Diagnosesystemen des Hubschraubers zu erkennen war, entstanden. Er könnte sich von einer Mikrogrube an der Zahnoberfläche ausgehend ausgebreitet und zum Bruch des Zahnrades geführt haben. 2015 war ein dieses Getriebe transportierendes Fahrzeug in einen Verkehrsunfall verwickelt, dadurch seien jedoch keinerlei für den Absturz relevanten Schäden am Getriebe entstanden.
Airbus Helicopters hat inzwischen ein Video veröffentlicht, das die bisherigen Erkenntnisse zur Unfallursache präsentiert und die getroffenen Maßnahmen für eine sichere Wiederinbetriebnahme des Hubschraubers zusammenfasst.